# Nédzsíb Limám
Nédzsíb Limám (arabul: نجيب الإمام); Le Bardo, 1953. június 12. –) tunéziai válogatott labdarúgó. 

## Pályafutása

### Klubcsapatban
1972 és 1978 között a Stade Tunisien, 1978 és 1981 között a szaúdi Al-Hilal csapatában játszott.  

### A válogatottban
A tunéziai válogatott tagjaként részt vett az 1978-as Afrikai nemzetek kupáján, illetve az 1978-as világbajnokságon, de egyetlen mérkőzésen sem lépett pályára.

## Sikerei, díjai
Al-Hilal FC
- Szaúd-arábiai bajnok (1): 1978–79